# Enric Ballesteros Figueras
Enric Ballesteros Figueras (1930) és submarinista i dirigent de diferents entitats subaquàtiques i un dels fundador del Comitè Olímpic de Catalunya.
La seva trajectòria esportiva es va iniciar com a jugador de futbol als anys quaranta fins que va derivar a les activitats subaquàtiques primer com a soci de l'Associació de Pesca Esportiva de Barcelona el 1948 i posteriorment de l'Associació de Pesca Submarina de la qual va ser secretari a partir de 1965 i president des del 1967. El 1973 va ser el màxim responsable de l'organització del Campionat del Món de pesca submarina de Cadaqués i el 1985 va ocupar la presidència de la Federació Catalana d'Activitats Subaquàtiques fins al 1999. Durant el seu mandat la federació va tenir presència en el Saló Nàutic, i va entrar també a la junta directiva de la Federació Espanyola. El 1989 va ser un dels membres fundadors del Comitè Olímpic de Catalunya i el 1990, formant part de la Confederació Mundial d'Activitats Subaquàtiques (CMAS), va demanar l'ingrés de la Federació Catalana, que va arribar a ser acceptat l'any 1993 però no va ser ratificat davant de la reacció contrària de les autoritats espanyoles.
El 1996 va entrar a la Junta Directiva de la Unió de Federacions Esportives de Catalunya fins al 2008. El 1989 va col·laborar en el Vocabulari de Submarinisme elaborat pel TERMCAT i el 2011 va presentar un llibre autobiogràfic titulat Memòries 'mullades' que recull tota la seva trajectòria esportiva.

## Obra
- Ballesteros Figueras, Enric. Vocabulari de submarinisme.  Barcelona: Generalitat de Catalunya, 1989.
- Ballesteros Figueras, Enric. Memòries 'mullades'.  Barcelona: EDITTEC, 2011.